# Алексее-Тенгинская
Алексее-Тенгинская — станица в Тбилисском районе Краснодарского края.
Административный центр Алексее-Тенгинского сельского поселения.

## География
Станица расположена в верховьях речки Средний Зеленчук (левый приток Кубани), в 16 км южнее станицы Тбилисской, где расположена ближайшая железнодорожная станция.

## История
Населённый рункт был основан как хутор Алексеевский был основан в 1904 году; с 1920-х годов назывался Алесеевский (Тенгинский); был преобразован в станицу и получил современное название не позднее 1955 года.
Назван в честь цесаревича Алексея.

## Административное устройство
В состав Алексее-Тенгинского сельского поселения кроме станицы Алексее-Тенгинская входят также:
- х. Верхний,
- х. Причтовый,
- х. Средний.

## Население
| 2002 | 2010  |
| ---- | ----- |
| 1316 | ↘1235 |